# Джон Раймілл
Джон Раймілл (англ. John Rymill), повне ім'я Джон Ріддок Раймілл (англ. John Riddoch Rymill) (13 березня 1905, Пенола, Австралія — 7 вересня 1968, Аделаїда, Австралія) — австралійський полярний дослідник, учасник експедиції, що займалася дослідженням Землі Грейама в Антарктиді (англ. British Graham Land Expedition) (1934—37). Також займався дослідженням Гренландії (1930—31, 1932—33).

## Біографія
Джон Ріддок Раймілл народився 13 березня 1905 в сім'ї фермера Роберта Раймілла та дочки австралійського політика Джона Ріддока Мері Едіт. Батько Джона загинув у результаті нещасного випадку (ДТП), який стався в 1906 році. У 1917—22 роках навчався у церковній школі в Мельбурні, до цього опановував освіту самостійно за допомогою репетитора та відвідував школу в Аделаїді. В цей же час почав цікавитися літературою, пов'язаною з полярними дослідженнями.
У 1927 році переїхав до Лондона, де проходив навчання при Королівському географічному товаристві (англ. Royal Geographical Society) — вивчав дисципліни, пов'язані з його майбутньою професією, — навігацію та геодезію. Крім цього, він навчався також в інституті полярних досліджень у Кембріджі (англ. Scott Polar Research Institute) та керуванню літаком при de Havilland Aircraft Company. У 1928—29 відвідував Канаду, де, як і в Європі, опановував практичні навички професії дослідника.
У 1930—31 роках взяв участь у повітряній дослідницькій експедиції в Гренландію, під час якої вимірював фізіографічні та метеорологічні показники на полярних обшарах, розташованих між Європою та Північною Америкою. Проявлені ним особисті якості дозволили йому вдруге потрапити до експедиції та відвідати Гренландію у 1932—33. У 1934—37 у складі British Graham Land Expedition досліджував Землю Грейяма. В ході експедиції Раймілл встановив, що Земля Грейяма сполучена з Антарктидою, тобто є півостровом, а не архіпелагом, як вважалося раніше. Крім цього, на території Антарктиди були здійснені й інші географічні відкриття — протока Георга VI, Земля Олександра I, проведені дослідження в районі Моря Беллінсгаузена та територій в районі Моря Ведделла, розташованого південніше миса Горн.
16 вересня 1938 одружився з географом Елеанор Мері Френсіс, з якою він познайомився під час навчання в Кембріджі. Після одруження увійшов до складу ради округу Пенола та ряду співтовариств сільськогосподарського спрямування. Під час Другої світової війни пішов добровольцем до австралійського флоту. Підтримував кінний спорт у Пенолі та загалом у Австралії. Джон Раймілл загинув у ДТП 7 вересня 1968 року. Похований у Новій Пенолі.

## Експедиції
- 1930—31 — повітряна експедиція до Гренландії, у якій Раймілл взяв участь як геодезист і пілот; в ході експедиції дослідникам вдалося перетнути острів, подолавши 640 км шляху
- 1932—33 — друга експедиція до Гренландії, проведення геодезичних та метеорологічних досліджень на острові
- 1934—37 — експедиція до Антарктиди (Землі Грейяма), в ході якої встановлено, що Земля Грейяма є півостровом, та відкрито нові території

## Нагороди та відзнаки
- Полярна медаль за службу Великій Британії (англ. the British Service Polar Medal with Arctic bar) (1930—31)
- Відзнаки за дослідження Антарктики (англ. Antarctic bars) (1934—37)
- Нагорода Мерчісона Королівського географічного товариства (англ. Murchison Award) (1934)
- Золота медаль Королівського географічного товариства (англ. Founders' medal) (1938)
- Медаль на честь століття Девіда Лівінгстона Американського географічного товариства в Нью-Йорку (англ. David Livingstone Centenary Medal) (1939)

## У топоніміці
На території Антарктики, підконтрольній Великій Британії, іменем Джона Раймілла названо мис, затоку та узбережжя; в австралійській частині Антарктики ім'я дослідника носить одна з вершин гір Принца Чарльза.

## Цікаві факти
- Корабель «Пенола», на якому Джон Раймілл та інші члени експедиції досліджували Землю Грейяма, названий на честь маєтку його батьків (Penola Station), розташованого на південному сході Південної Австралії.
- Джон Раймілл загинув так само, як і його батько, — внаслідок автомобільної аварії.